# Castello di Carmarthen

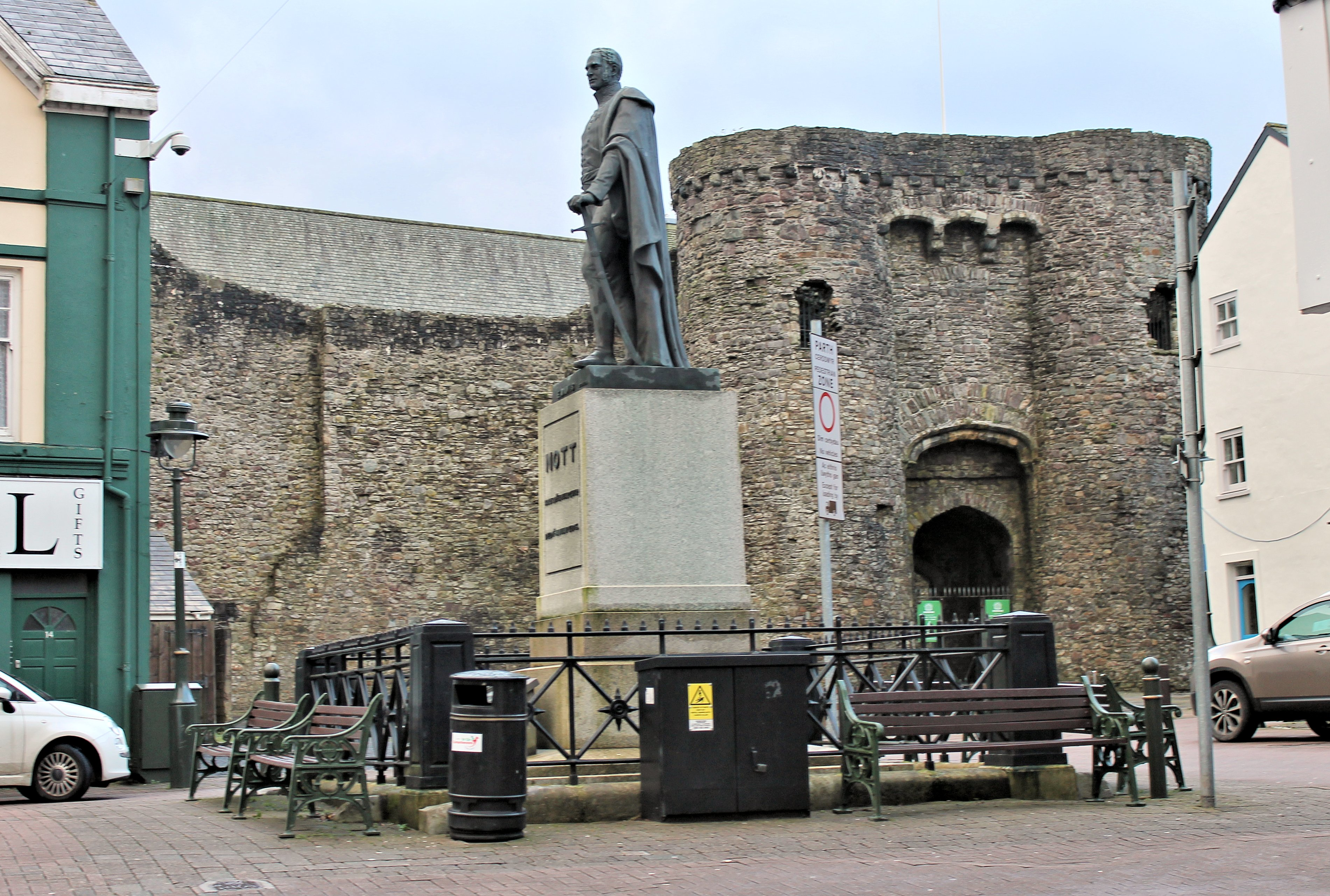
La facciata principale del castello di Carmarthen

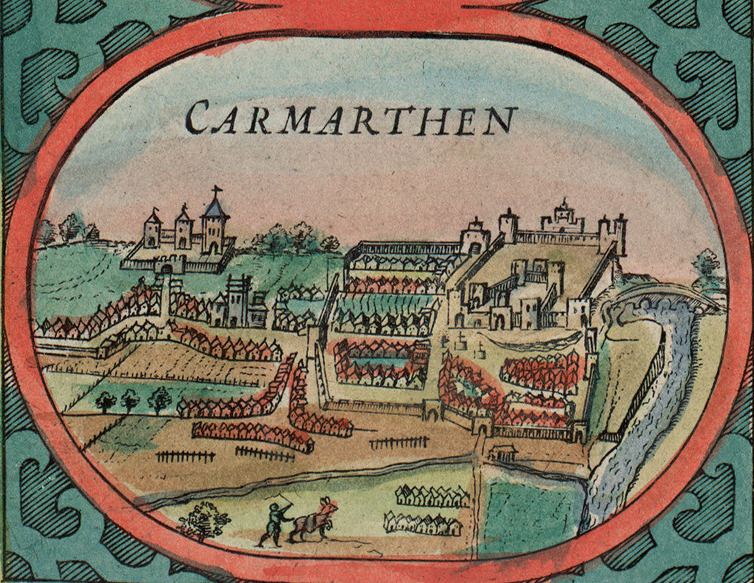
Il castello di Carmarthen in un'illustrazione di John Speed del 1605

Il castello di Carmarthen (in inglese: Carmarthen Castle; in gallese: Castell Caerfyrddin) è un castello fortificato in rovina della cittadina gallese di Carmarthen (Carmarthenshire, Galles sud-occidentale), costruito a partire dal XII secolo.
L'edificio è classificato come castello di prirmo grado.

## Storia
Si hanno notizie di un castello normanno a Carmarthen sin dal 1094: si trattava di probabilmente di un motte e bailey fatto costruire da William fitzBaldwin. Questo castello si ergeva però probabilmente in una posizione differente rispetto a quella del castello attuale, che venne realizzato come motte e bailey intorno al 1105 o 1109 per volere di William, sceriffo di Gloucester.
Nel 1116, venne respinto un attacco al castello ad opera di Gruffydd ap Rhys. L'edificio originario venne poi distrutto nel 1137, ma otto anni dopo fu fatto ricostruire da Gilbert fitz Richard, signore di Pembroke.
L'anno successivo, il castello cadde in mani gallesi e la struttura, prima di tornare nella mani della corona, venne rinforzata nel 1150 da Cadell ap Gruffydd. In seguito, l'edificio venne probabilmente ricostruito in pietra.
Nel 1215, il castello fu conquistato da Llywelyn il Grande, ma venne in seguito riconquistato dalla corona inglese nel 1223. Nello stesso anno, furono apportate ulteriori modifiche alla struttura ad opera di William Marshall il Giovane.
Una descrizione del castello di Carmarthen venne fornita nel 1275: all'epoca l'edificio era dotato di un possente mastio, di un corpo di guardia, di un salone, di una cucina e di una cappella. Ulteriori modifiche furono poi apportate nel corso del XIV secolo, quando venne aggiunta una torre nell'ala sud-occidentale e venne rinnovato il corpo di guardia.
Nel secolo successivo, il castello subì due attacchi, entrambi con successo, segnatamente a opera di Owain Glyndwr nel 1403 e di un battaglione franco gallese 1405: in entrambi i casi, fu però riconquistato dalle truppe inglesi.
Nel 1456 venne imprigionato nel castello, dove morì per malnutrizione o maltratamenti il 3 novembre dello stesso anno all'età di 25 anni, Edmondo Tudor, fratellastro di re Enrico VI d'Inghilterra, che era stato inviato da quest'ultimo per ristabilire la legalità nel Galles meridionale. In seguito, durante la Guerra delle due rose, il castello era controllato da Rhys ap Thomas, che fungeva da capo della giustizia nel sud del Galles.
Nel 1785, venne realizzata all'interno dell'edificio, ormai in rovina, la prigione di contea. La prigione venne in seguito riutilizzata negli anni trenta del XX secolo.

## Architettura
Il castello si erge su uno sperone roccioso che si affaccia sul fiume Tywi, nelle vicinanze della High Street.
Ciò che rimane del castello risale a un periodo compreso tra il XII e il XIV secolo.
Tra le parti ancora visibili, vi è il corpo di guardia del XIV secoli, di tre piani e formato da due torri gemelle, che ricorda il corpo di guardia del castello di Kidwelly. Ancora visibile è poi la torre sud-occidentale, a tre piani e risalente probabilmente alla fine del XIII secolo.